# Melinaea anina
Melinaea anina är en fjärilsart som beskrevs av Richard Haensch 1909. Melinaea anina ingår i släktet Melinaea och familjen praktfjärilar. Inga underarter finns listade i Catalogue of Life.